# Allium phrygium
Allium phrygium — вид трав'янистих рослин родини амарилісові (Amaryllidaceae), ендемік Туреччини.

## Опис
Цибулина 8–16 × 6–10 мм; зовнішні оболонки смугасті блідо-коричневі, внутрішні — блідо-коричневі. Стеблина 12–30 см заввишки, вкрита листовими піхвами до 1/2 довжини. Листки завдовжки до 16 см. Суцвіття 10–15-квіткові. Листочки оцвітини нерівні, жовто-зеленуватого кольору з коричневими смужками, як правило, на верхівці округлі, довжиною 4–4.5 мм, шириною 2–2.2 мм, внутрішні шириною 1.5–1.8 мм. Пиляки 1 × 0.6 мм. Зав'язь від майже сферичної до яйцеподібної, зеленувата, гладка, 1.5–2 × 1.5 мм. Коробочка кругла, 3.5 × 3.5 мм. 2n=16.

## Поширення
Поширений в азійській Туреччині (Центральна та Західна Анатолія).